# Tunnel du Katzenberg (Wurtzbourg)
Pour l’article homonyme, voir Tunnel du Katzenberg.
Le tunnel du Katzenberg est un tunnel routier de 570 mètres de long de la Bundesautobahn 3 entre les jonctions de Wurtzbourg-Heidingsfeld et Wurtzbourg-Randersacker. Il fait partie de l'extension à six voies de l'autoroute entre Aschaffenbourg et Nuremberg. À l'été 2014, le contrat de construction est attribué pour 33,7 millions d'euros (TVA comprise). Le tunnel sera composé de deux tubes. Le tube nord est mis en service en février 2018, le tube sud suit à l'automne 2020. Depuis le 20 décembre 2020, les deux tubes sont ouverts au trafic dans un sens.

## Architecture
Le tube nord a une largeur libre de 19 à 22 m et quatre voies, le tube sud a une largeur libre de 17 m et trois voies. Avec une hauteur de dégagement d'au moins 6,2 m, les deux tubes ont également chacun un épaulement et des passerelles d'urgence d'un mètre de large. Sept portes de secours sont disposées entre les tubes sud et nord dans la zone du mur central. Les portails du tunnel ainsi qu'une galerie d'évacuation au milieu du tunnel à côté du bâtiment d'exploitation partiellement couvert servent de sorties vers l'extérieur. Le tube nord est ventilé avec des ventilateurs à jet. Le tube sud est naturellement ventilé grâce au tirage thermique et au trafic directionnel dans le même sens. De plus, des cloisons de gaz d'échappement d'une longueur de 30 m sont dans la médiane au niveau des portails du tunnel afin d'éviter les turbulences dans les flux d'air des tubes séparés.
La structure se compose de cadres en béton armé à deux cellules et se compose de 57 blocs de 10 m de long chacun. La construction est ouverte ; une fois terminé, le bâtiment sera recouvert. Les parois du tunnel de 1,2 m d'épaisseur et jusqu'à 9 m de hauteur sont construites sur des pieux forés d'un diamètre de 1,2 m. Le plafond du tunnel mesure 1,8 m d'épaisseur sur les murs et environ 1,2 m au milieu.